# Cymadusa brevidactyla
Cymadusa brevidactyla is een vlokreeftensoort uit de familie van de Ampithoidae. De wetenschappelijke naam van de soort is voor het eerst geldig gepubliceerd in 1907 door Chevreux.